# Ігромаг
Ігромаг — українська компанія, що спеціалізується на роздрібній та гуртовій торгівлі настільними іграми, їх локалізації українською мовою, а також організації клубу для поціновувачів настільних ігор. Заснована у 2008 році, компанія стала одним із ключових гравців на ринку настільних ігор в Україні, сприяючи популяризації цього виду дозвілля.

## Історія
Компанія «Ігромаг» була заснована у 2008 році трьома студентами, чиє захоплення настільними іграми переросло у професійний бізнес. На той час культура настільних ігор в Україні була малопоширеною, але завдяки наполегливій роботі засновників компанії вдалося створити цілу індустрію. У 2011 році «Ігромаг» розпочав локалізацію світових настільних ігор українською мовою, що стало важливим кроком для розвитку україномовного сегменту ринку. У 2012 році було відкрито клуб настільних ігор, який на сьогодні є одним із найстаріших у Києві. У клубі доступно понад 600 ігор, що є однією з найбільших колекцій у місті. Тут регулярно проводяться турніри з популярних ігор, таких як Dixit, 7 Wonders, Carcassonne та Star Realms. Клуб також пропонує консультації для новачків, допомагаючи розібратися у правилах.
У ніч на 4 липня під час чергового обстрілу Києва постраждав склад Ігромагу: наклади частини ігор («7 Чудес», «Саботер ювілейне видання», «Пекельний трамвай», «Левада», «Міцелія», «Місто щастя», «Кельп», «Робораллі», «Йокогама», «Евердел» та інші) були втрачені повністю.

## Діяльність
З 2011 року «Ігромаг» займається локалізацією настільних ігор українською мовою. Компанія реалізувала понад 100 проєктів, серед яких популярні ігри Cthulhu: Death May Die, Саботер, Dobble, Супер фермер та інші. Локалізації охоплюють як дитячі, так і складні стратегічні ігри.

### Відомі локалізовані ігри
| - 7 Чудес та 7 Чудес: Дуель - Саботер - Крила - Доббл - Швидерця - Діксіт - Ходу Героям Нема! - Пандемія - Вогнетвір - Жах Аркгема: Карткова гра - Володар Токіо - Геометрія Уяви - Шл#к би трафив! - S.T.A.L.K.E.R. The Board Game | - Левада - Живопис - Картографи - Космічний Контакт - Ктулху: Смерть Може Вмерти - Нескінченна Зима: Палеоамериканці - Гармонія - Земля - Володар Перснів. Дуель за Середзем'я - Евердел - Топ 10 - Маленьке містечко - Змієвир - Цитаделі |

## Благодійність
«Ігромаг» активно підтримує благодійні ініціативи. У 2024 році компанія випустила неофіційного персонажа Thunder Dog для гри King of Tokyo, створеного на основі пса Патрона, який допомагає розміновувати території України. Усі кошти від продажу цього персонажа спрямовуються на підтримку платформи United24.
У 2023 році «Ігромаг» організував благодійний флешмоб, спрямований на підтримку дітей-сиріт та малозабезпечених сімей, дозволяючи клієнтам купувати ігри для дитячих будинків.